# Interstate 86 (Pensilvânia–Nova Iorque)
Interstate 86 (I-86) é uma rodovia interestadual que se estende por 359,51 km (223,39 milhas) através do noroeste da Pensilvânia e da região de Southern Tier de Nova Iorque, nos Estados Unidos. A rodovia tem dois segmentos: o mais longo dos dois começa num cruzamento com a I-90 a leste de Erie, na Pensilvânia, e termina logo a seguir à linha do condado de Chemung-Tioga, na fronteira com a Pensilvânia, enquanto o segundo se estende da I-81 a leste de Binghamton até à New York State Route 79 (NY 79) em Windsor. Quando os projetos de atualização da atual NY 17 para as normas das Autoestradas Interestaduais estiverem concluídos, a I-86 irá se estender da I-90, perto de Erie, até à New York State Thruway (I-87), em Woodbury. A parte no condado de Erie, na Pensilvânia, é conhecida como a Hopkins-Bowser Highway e está sinalizada como tal em cada extremidade. Em Nova Iorque, o alinhamento atual e futuro da I-86 é conhecido como a Southern Tier Expressway a oeste da I-81 em Binghamton e a Quickway a leste da I-81.
A I-86 percorre 11,25 km (6,99 milhas) na Pensilvânia e 348,26 km (216,4 milhas) em Nova Iorque. Com exceção de uma seção de cerca de 2,4 km (1,5 milhas) que entra na Pensilvânia na saída 60, perto da aldeia nova-iorquina de Waverly e do bairro de South Waverly, na Pensilvânia, o resto da I-86 fica em Nova Iorque. No entanto, a seção da NY 17 através de South Waverly é mantida pelo New York State Department of Transportation (NYSDOT). A seção da Southern Tier Expressway da I-86 e da NY 17 inclui o Corridor T do Appalachian Development Highway System. A I-86 tem ligação à U.S. Route 219 (US 219) em Salamanca, Seneca Nation; à I-390 perto de Avoca e à I-99/US 15 a oeste de Corning.
A maior parte da Quickway e da Southern Tier Expressway foi construída por fases, entre os anos 1950 e 1980. A designação I-86 foi atribuída em 3 de dezembro de 1999, à totalidade da Pennsylvania Route 17 (PA 17), entretanto desativada, e às 285 km (177 milhas) mais a oeste da NY 17. Foi estendida para leste à medida que mais seções da rodovia NY 17 existente foram melhoradas para as normas da Autoestrada Interestadual, primeiro para a NY 14 em Horseheads em 2004, para a NY 352 em Elmira em 2008, e para o seu atual terminal na linha do condado de Chemung-Tioga em 2013. O segmento da NY 17 entre a I-81 e a NY 79 foi designado como parte da I-86 em 2006, mas este segmento permanece atualmente descontinuada com o resto da I-86, enquanto estão sendo realizados trabalhos na área de Binghamton para adequar a NY 17 às normas da Interstate.